# Unité urbaine d'Espalion
L'unité urbaine d'Espalion est une unité urbaine française centrée sur la ville d'Espalion dans le département de l'Aveyron en région Occitanie.

## Données générales
En 2010, selon l'Insee, l'unité urbaine était composée de deux communes.
En 2020, à la suite d'un nouveau zonage, elle est composée des deux mêmes communes. 
En 2022, avec 6 053 habitants, elle représente la 6e unité urbaine du département de l'Aveyron.

## Composition de l'unité urbaine en 2020
Elle est composée des deux communes suivantes :
| Nom                     | Code Insee | Département | Statut       | Superficie (km2) | Population (dernière pop. légale) | Densité (hab./km2) | Modifier                                    |
| ----------------------- | ---------- | ----------- | ------------ | ---------------- | --------------------------------- | ------------------ | ------------------------------------------- |
| Espalion (ville-centre) | 12096      | Aveyron     | ville-centre | 36,60            | 4 607 (2022)                      | 126                | modifier les données · modifier les données |
| Saint-Côme-d'Olt        | 12216      | Aveyron     | banlieue     | 30,10            | 1 446 (2022)                      | 48                 | modifier les données · modifier les données |

## Évolution démographique
| 1968  | 1975  | 1982  | 1990  | 1999  | 2008  | 2013  | 2019  |
| ----- | ----- | ----- | ----- | ----- | ----- | ----- | ----- |
| 4 884 | 5 525 | 5 940 | 5 812 | 5 617 | 5 864 | 5 705 | 6 001 |

#### Données générales
- Unité urbaine
- Aire d'attraction d'une ville
- Aire urbaine (France)
- Liste des unités urbaines de France

#### Données démographiques en rapport avec l'unité urbaine d'Espalion
- Aire d'attraction d'Espalion
- Arrondissement de Rodez

#### Données démographiques en rapport avec l'Aveyron
- Démographie de l'Aveyron